# Flughafen Palanga

i8
i11
i13
Der Flughafen Palanga (litauisch Palangos oro uostas, IATA-Code: PLQ, ICAO-Code: EYPA) ist der internationale Flughafen des Ostseebades (Kurortstadt) Palanga und der Hafenstadt Klaipėda in Litauen.
Er hat vorrangig saisonale Bedeutung, wenn Zwischenlandungen der Flüge ab Vilnius hier erfolgen. Als eine Filiale gehört er dem Staatsbetrieb VĮ Lietuvos oro uostai. Bis zum 1. Juli 2014 war der Flughafen ein eigenständiges Unternehmen (valstybės įmonė Tarptautinis Palangos oro uostas).

## Geschichte
Der Flughafen Palanga wurde 1937 an einem Standort sieben Kilometer östlich des heutigen Terminals, nahe der Straße Palanga-Darbenai, in Betrieb genommen. Die Piloten der litauischen Luftwaffe wurden dort ausgebildet. Im Jahr 1939 begann der erste Linienflugverkehr in Litauen auf der Strecke Kaunas–Palanga.

## Anfahrt
- PKW: 7 km nach Palanga, 32 km bis Klaipėda
- Bus: etwa stündlich nach Palanga und Klaipėda, einzelne Fernbusse nach Panevėžys, Šventoji und Šiauliai sowie – nicht täglich – nach Liepāja (Lettland)

## Fluggesellschaften und Ziele
Air Baltic fliegt nach Riga, Norwegian Air Shuttle nach Kopenhagen und Oslo und SAS Scandinavian Airlines nach Kopenhagen. Ryanair fliegt nach Dublin sowie London Stansted, während Wizz Air UK nach London Luton fliegt.

## Verkehrszahlen
| Betriebs- jahr | Fluggastaufkommen | Luftfracht (Tonnen) (mit Luftpost) | Flugbewegungen |
| -------------- | ----------------- | ---------------------------------- | -------------- |
| 2021           | 85.895            | 95                                 | 2.234          |
| 2020           | 123.948           | 2                                  | 2.949          |
| 2019           | 338.309           | 6                                  | 5.167          |
| 2018           |                   |                                    |                |
| 2017           | 297.197           | 32                                 | 4.469          |
| 2016           | 232.630           | 141                                | 3.947          |
| 2015           | 145.441           | 113                                | 3.368          |
| 2014           | 132.931           | 21                                 | 2.972          |
| 2013           | 127.890           | 69                                 | 2.941          |
| 2012           | 128.169           | 104                                | 3.047          |
| 2011           | 111.133           | 25                                 | 2.960          |
| 2010           | 102.528           | 63                                 | 3.151          |